# Denis Bergeron
| 45580 Renéracine | 10 febbraio 2000 |
| 74503 Madola     | 23 febbraio 1999 |

Denis Bergeron (Repentigny, 9 febbraio 1956) è un astronomo amatoriale canadese, di professione guardia faunistica.
Il Minor Planet Center gli accredita la scoperta di due asteroidi, effettuate tra il 1999 e il 2000.